# Франтишек Новотни
Франтишек Новотни (чеш. František Novotný; Сташов, 26. новембра 1896 - Праг, јануар 1946) био је аеронаутичар, инжењер. Целог свог радног века бавио се пројектовањем авиона. Оставио је неизбрисив траг у Чехословачкој авиоградњи и ваздухопловству између два рата.
Када се Чехословачка ослободила инжењер Франтишек Новотни је постављен за руководиоца фабрике Авиа и тај посао је радио до своје смрти. Умро је јануара 1946. године идући на посао од срчаног удара у свијој 49. години живота.

## Биографија
Франтишек Новотни је рођен 26. новембра 1896. године у Сташову, код Бероуна. Основну школу је завршио у родном месту а гимназију у Прагу. Још у гимназијским данима показао је интересовање за технику и авијацију и дружио се са особама сличног интересовања. По завршеној гимназији није могао да настави своје школовање, пошто је Велики рат још трајао, регрутован је у Аустроугарску војску 15. априла 1915. године и након основне војне обуке послан на Источни фронт. Међутим, није се дуго задржао на руском фронту и већ у јулу је пао у руско заробљеништво. Услови живота затвореника у царској Русији били су разнолики, а Франтишек Новотни је био један од срећнијих. У годинама 1917-1919 радио је у фабрици Изваринскиј у Доњецком басену.

### Радна биографија
Године 1919. вратио се кући и после кратког одмора запослио се у Фабрику војних авиона (Летов), испочетка као технички цртач а касније као конструктор код чувеног инжењера Алојза Шмолика. Овде је стекао своје прво искуство које је касније применио током кратке праксе у британској компанији Хокер. У то време је за своје авионе користио потпуно металну носећу конструкцију од челичних и дуралуминијских делова повезаних закивањем или завртњима, готово без термички обрађених делова. паралелно са радом завршио је студије на Техничком универзитету у Прагу и стекао звање инжењера.
Велика прекретница у његовом раду догодила се 1930. године, када као млади и перспективни инжењер није могао да одоли искушењу, да прихвати понуду руководства компаније Авиа за место главног конструктора. Непосредно пре његовог доласка, компанија Авиа је ушла у састав концерна Шкода а пошто њихова два одлична конструктора, инжењери П. Бенеш и М. Хајн, нису могли да нађу заједнички језик са новим руководством, напустили су Авиу и прешли у конкурентску компанију - прашку Авиу (а са њима и група колега пројектаната и стручњака из радионица) у новоосновано авио одељење предузећа Прага. Инжењер Новотни је морао да попуни ову празнину која је настала у Авији одласком ових стручњака.
Концерн Шкода је уложио знатна средства и у Авију, направио савремено опремљен погон (чак и по европским стандардима), за производњу авиона. Захваљујући овом новом погону, где је инж. Новотни могао да реализује своје идеје, Авиа се нагло попела у врх чехословачких произвођача авиона. Не само по капацитету, већ и по технолошким могућностима, умногоме је надмашила друге чешке произвођаче авиона. Његов нови главни конструктор убрзо је почео да доприноси њеној слави. На самом почетку свога рада у Авији, инж. Новотни се бавио дотеривањем производње постојећег производног програма (Авија BH-33) и производњом лиценцних авиона фирме Фокер. Након тога је следио конструкторски опус са низом успешних авио конструкција.

#### Пројекти авиона
- Avia B-34(1933.) - подтипови: B-134, B-234, B-334, B-434, B-534, B-634 - ловачки авоиони.
- Avia B-35(1938) - подтипови: B-135, Av-135 - ловачки авоиони.
- Avia B-122(1934.) - подтипови: Ba-122, B-222, B-332, B-422 - акробатски авиони.
- Avia Av-36 Bojar(1946.) - лаки путнички авион.

#### Увођење лиценцних авиона
- Авиа Фокер F.VIIb/3m(1930.) - путнички авион.
- Авиа Фокер F.IX(1930.) - путнички авион.
- Авиа Фокер F 39(1929.) - бомбардер.

Конструкције инж. Новотнија су биле веома успешне и већина од њих су доживеле серијску производњу. Иако је следио традицију Авије у производњи авиона, ипак је донео нешто ново. Конкретно, то је било увођење металне носеће конструкције авиона и уградња линијског мотор снаге 478 kW (650 KS). Новост је била и потпуно метални ловац као и конструкција нискокрилног ловачког авиона моноплана. Инжењер Новотни је учествовао (уочи рата) у процени напора и могућности за производњу лиценцираних потпуно металних бомбардера (Потез 63, Бристол Бленхеим, итд.), а затим је спровео ову одлуку када је учествовао у модификацијама совјетског типа СБ-2 (у Чехословачкој под ознаком Б-71).

#### Нереализовани пројекти авиона
- Авиа B-42(1933.) - бомбардер.
- Авиа B-36(1936.) - бомбардер.
- Авиа B 46/546(1938.) - потпуно метални ловац.
- Авиа 40 - тромоторни путнички авион.

Иако добри и напредни пројекти наведених авиона нису реализовани због унутрашњих слабости руководства компаније Авиа.

### Образовни и научно истраживачки рад
Инж. Новотни је у марту 1926. почео екстерно да држи предавања о питањима ваздухопловне технике у ваздухопловном клубу државне индустријске школе у Прагу, где је своје знање и искуство преносио на мласђе нараштаје.